# Champagne-Kriegs-Zeitung
Die Champagne-Kriegs-Zeitung war eine, anfangs unregelmäßig, später zweimal wöchentlich erscheinende, deutsche Militärzeitung, von der zwischen 1915 und 1917 insgesamt 276 Ausgaben erschienen. Bis zur 33. Ausgabe (1915) hieß sie Kriegszeitung des 8. Reserve-Korps. Sie wurde während des Ersten Weltkriegs im Feld in der Champagne hergestellt und vom 8. Reserve-Korps der deutschen Armee herausgegeben.
Die Erscheinungsorte waren zwischen 1915 und 1917 zunächst Monthois, später Savigny. Die Zeitung wurde auf Befehl von Generalleutnant Fleck im Januar 1915 gegründet. Bis in den April 1915 wurden die Beiträge auf der Schreibmaschine verfasst und hektographiert. Danach verwendete man eine Handtiegelpresse, schließlich zwei Schnellpressen. An der Redaktion beteiligt waren: Hauptmann Werner, Vizewachtmeister Kaufmann Ebert, die Gefreiten Rechtsanwalt Reinmann, Schriftsteller Schultze, Gerichtsprofessor Jeidls. Mit Nr. 276 wurde die Zeitung am 31. Dezember 1917 eingestellt. Sie ging in der Kriegszeitung der I. Armee auf, die von den ehemaligen Redakteuren der Champagne Kriegszeitung geleitet wurde.
Im Dezember 1915 erschien eine 64-seitige Bild-Broschüre, ganzseitig zeigend seine Exzellenz Generalleutnant Fleck, seine Exzellenz Generalleutnant v. Liebert, Generalmajor v. Ditfurth, Generalmajor von Engelbrechten und zahlreiche Kriegsschauplätze.